# Décolonisation des musées

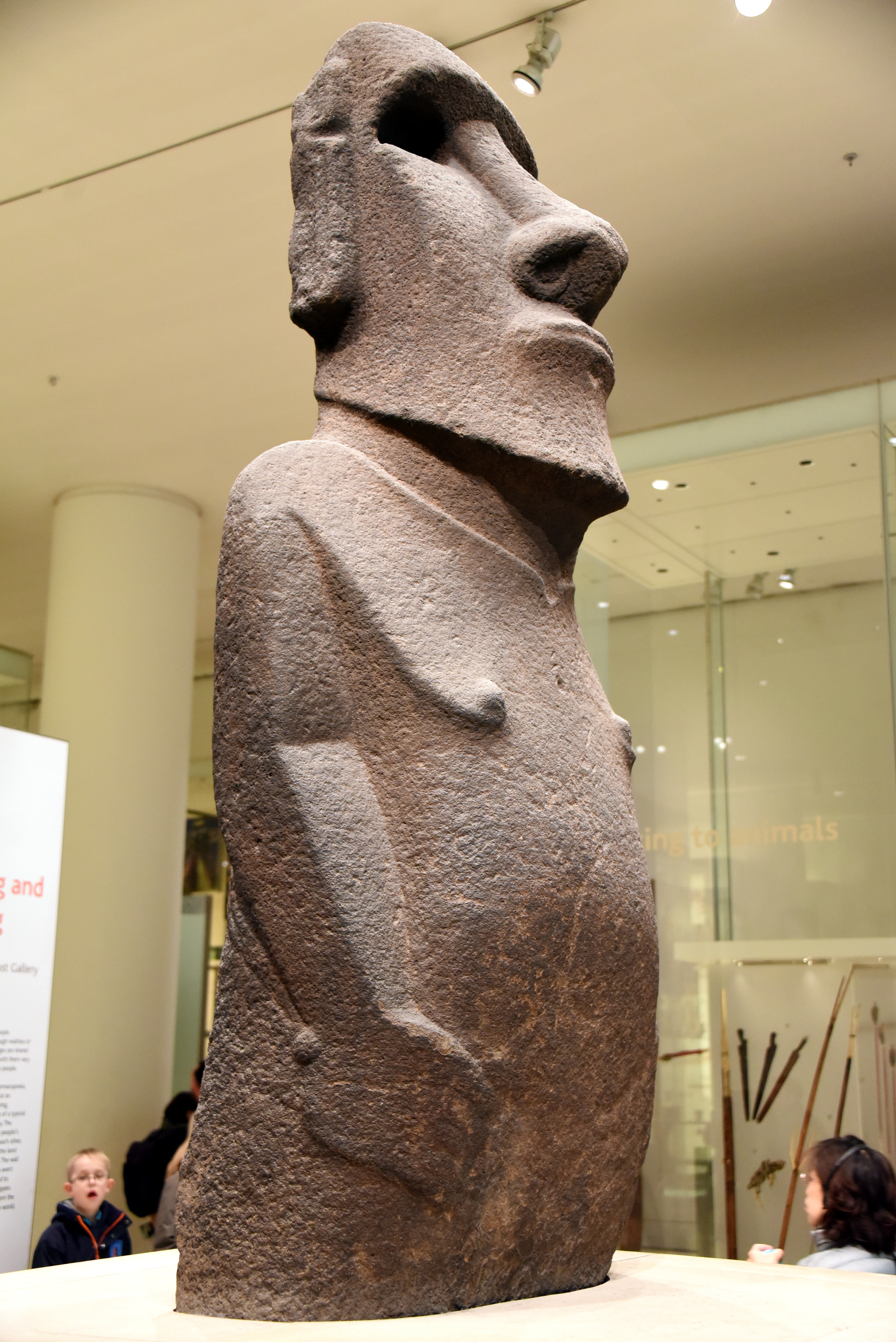
Statue Moai au British Museum.

La décolonisation des musées est un processus qui consiste, pour les musées situés dans les pays occidentaux, à revoir leur muséographie pour intégrer le point de vue des peuples colonisés, à faire l'inventaire de leurs collections afin de connaître la provenance exacte (de) des objets acquis à la suite de pillages ou de transactions douteuses durant la période coloniale, et parfois à effectuer des restitutions d'œuvres d'art (de).

## Histoire
Au début du XXIe siècle, un mouvement s'est dessiné au niveau international en faveur de la décolonisation des musées. Selon ses partisans, les musées tels qu'ils ont été conçus historiquement proposent des récits biaisés dans lesquels les histoires de certaines régions sont intentionnellement ignorées.
Le Rapport Sarr-Savoy sur la restitution du patrimoine culturel africain de 2018 est un exemple frappant du projet de décolonisation des musées en France et des revendications des pays africains qui tentent de récupérer des artefacts illégalement prélevés, extraits de leur cadre culturel d'origine.
Depuis 1868, plusieurs statues humaines monolithiques connues sous le nom de Moaï ont été retirées de l'île de Pâques et exposées dans les grands musées occidentaux comme le Muséum national d'histoire naturelle, le British Museum, le Louvre et les Musées royaux d'art et d'histoire. Plusieurs demandes ont été faites par les habitants de l'île de Pâques pour le retour des Moai. Les personnages sculptés sont considérés comme des ancêtres par les Rapa Nui et ont une valeur culturelle profonde pour leur peuple.
Parmi d'autres exemples célèbres, on compte le bouclier de Gweagal, considéré comme un bouclier très important pris à Botany Bay en avril 1770 ou les sculptures en marbre du Parthénon, prises de Grèce par Lord Elgin en 1805. Les gouvernements grecs successifs ont demandé en vain le retour des marbres du Parthénon. Un autre exemple est la dite coiffe de Moctezuma au Musée d'ethnologie de Vienne, qui est une source de différend entre l'Autriche et le Mexique.
Laura Van Broekhoven, directrice du Pitt Rivers Museum à Oxford, au Royaume-Uni, a déclaré en 2020 que « les musées ethnographiques devraient rompre avec leur caractère colonial. Ils devraient être un exemple de pluriversalité, montrer la diversité des façons d'être et de savoir, et non accorder à la blancheur une position centrale comme si elle était l'unique manière d'être. Les musées doivent permettre aux individus de mieux se comprendre ».

### Musée de l'Armée (Paris)

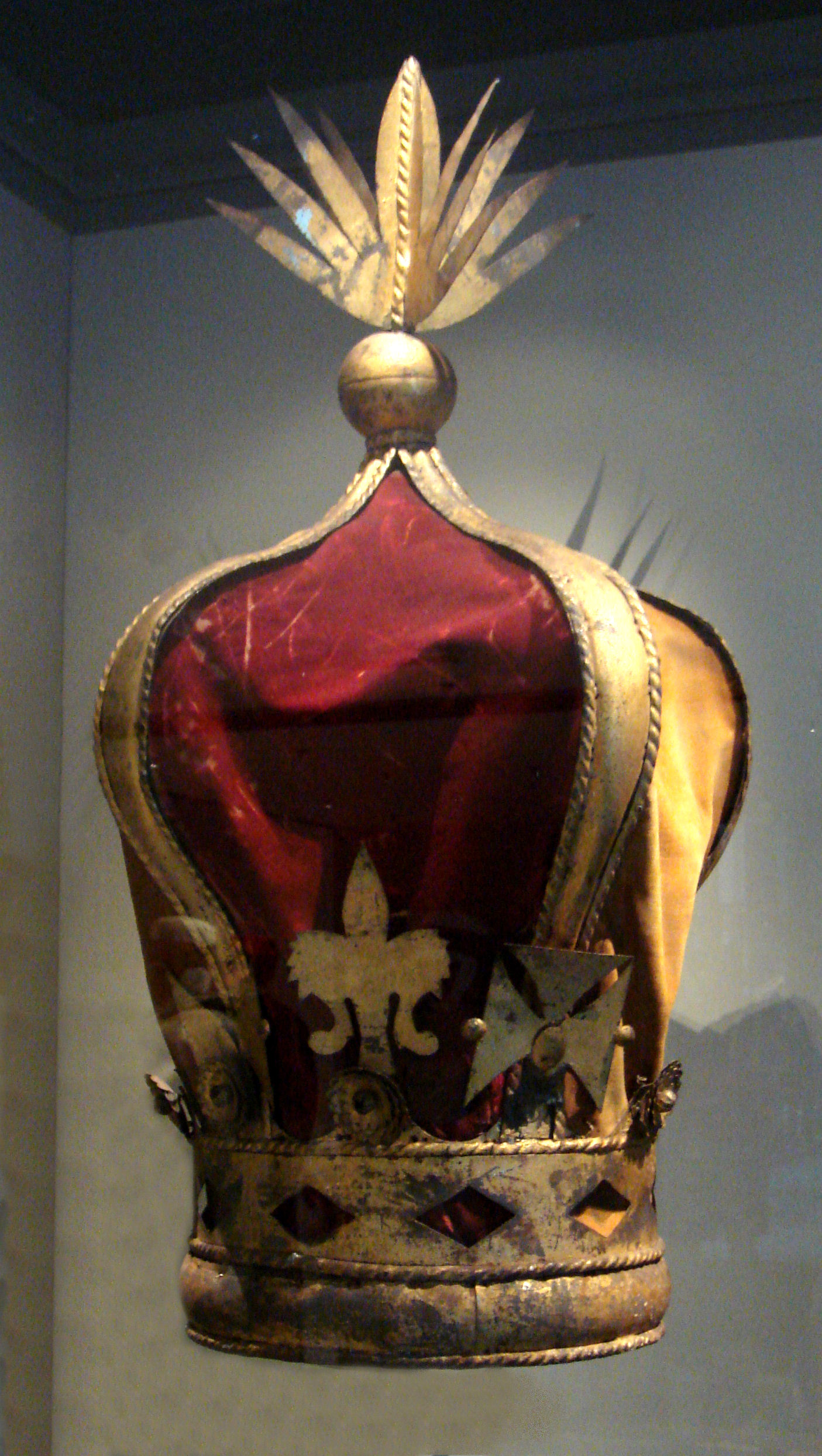
La couronne décorative de la reine Ranavalona III, restituée en 2020 à la République de Madagascar.

Dans l'objectif d’« apaiser les mémoires » divergentes des anciens colonisateurs et des colonisés, de refermer les blessures encore ouvertes et « de raconter le passé sans glorification ni repentir », le musée a entamé depuis 2017 un inventaire de ses collections afin de connaître la provenance exacte des objets arrivés en France à la suite de pillages ou de transactions douteuses durant la période coloniale.
Après inventaire de ces 2 200 artéfacts estimés, un parcours intitulé Colonisation, décolonisation : une histoire en partage, et élaboré avec des historiens et des spécialistes des pays qui ont été colonisés, retracera le passé commun de la France et ses colonies en prenant en compte tous les points de vue.

### Sculptures de la collection de bronzes du Bénin
En juin 2025, les Pays-Bas restituent officiellement 119 sculptures de la collection de bronzes du Bénin, pillées dans le royaume éponyme, dans l'actuel État d'Edo, au Nigéria, par les forces coloniales britanniques.

#### Ouvrages
- Françoise Vergès, Programme de désordre absolu : Décoloniser le musée, La fabrique éditions, 2023, 256 p. (ISBN 2358722499)
- Anne-Marie Garat, Humeur noire, Actes Sud, 2021, 304 p. (ISBN 2330144520)
- Leïla Cukierman (dir.), Gerty Dambury (dir.) et Françoise Vergès (dir.), Décolonisons les arts !, L'Arche, 2018 (ISBN 9782851819451, présentation en ligne)
- (en) Susan Sleeper-Smith, Contesting Knowledge : Museums and Indigenous Perspectives, University of Nebraska Press, 2009, 374 p.

#### Documentaires
- Les statues meurent aussi,  court métrage documentaire français réalisé par Chris Marker, Alain Resnais et Ghislain Cloquet, et sorti en 1953.
- Dahomey, film documentaire franco-sénégalais-béninois réalisé par Mati Diop et sorti en 2024.